# Pretkovec
Pretkovec is een plaats in de gemeente Krapina in de Kroatische provincie Krapina-Zagorje. De plaats telt 62 inwoners (2001).